# Boutrouch
Boutrouch (àrab بوطروش) és una comuna rural de la província de Sidi Ifni de la regió de Guelmim-Oued Noun. Segons el cens de 2014 tenia una població total de 3.650 persones.